# Wenelin Wenkow
Wenelin Wenkow (bg. Венелин Венков; ur. 21 kwietnia 1982) – bułgarski zapaśnik walczący w stylu klasycznym. Olimpijczyk z Pekinu 2008, gdzie zajął ósme miejsce w kategorii 55 kg.
Pięciokrotny uczestnik mistrzostw świata, piąty w 2006 i 2010. Srebrny medalista mistrzostw Europy w 2006. Siódmy w Pucharze Świata w 2011 i trzynasty w 2012 roku.
- Turniej w Pekinie 2008

Przegrał z Hamidem Surijanem z Iranu i odpadł z turnieju.